# Mamíferos mesozoicos de Madagascar

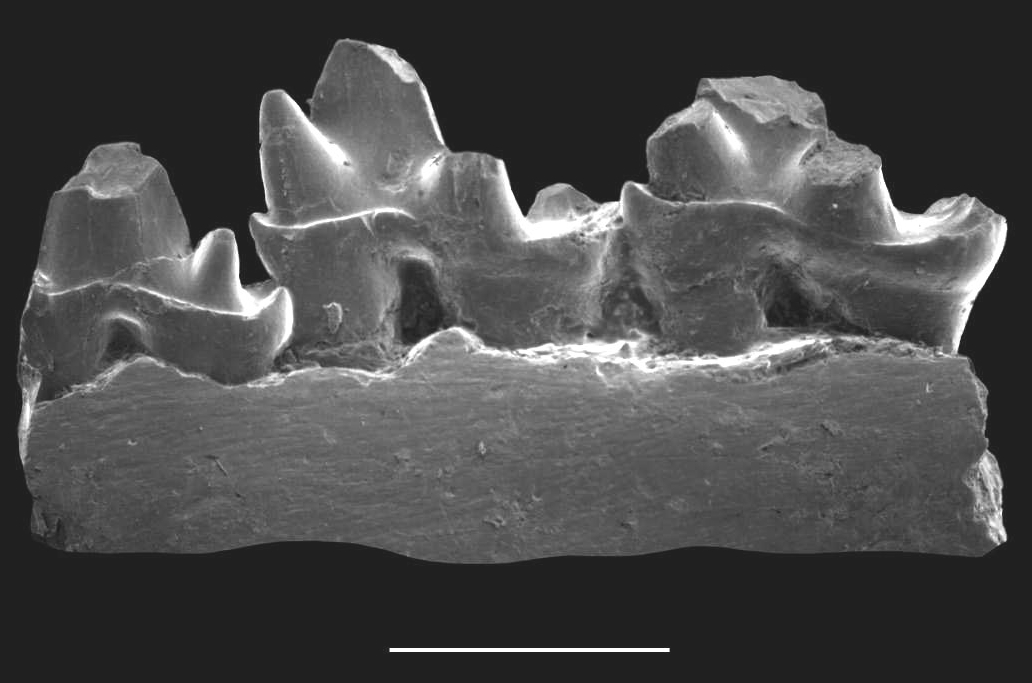
Fragmento mandibular de Ambondro mahabo visto desde el lado lingual (interior). La barra de escala mide 1 mm.

Entre los mamíferos de la Era Mesozoica de Madagascar se cita la presencia de Ambondro, del  Bathoniense (Jurásico Medio) y conocido a partir de un fragmento de mandíbula y tres dientes. Los molares tribosfénicos típicos de los mamíferos marsupiales y placentarios aparecen en este género por primera vez en el registro fósil. Ha habido diferentes interpretaciones en cuanto a su posición filogenética: una propuesta lo clasifica dentro del grupo de los Australosphenida, junto con otros mamíferos tribosfénicos del Jurásico de los continentes meridionales (Gondwana) y los monotremas, mientras que otros autores apuntan a una relación más cercana con los mamíferos tribosfénicos septentrionales (laurasiáticos) de hoy en día, o más concretamente con los placentarios. Se conocen al menos cinco especies del Maastrichtiense (Cretácico Superior), incluyendo una especie aún por describir conocida a partir de un esqueleto casi completo, que podría representar un nuevo grupo de mamíferos. El gondwanaterio Lavanify, conocido a partir de dos dientes, tiene como parientes cercanos otros gondwanaterios de la India y Argentina. Otros dos dientes podrían representar a un gondwanaterio, o posiblemente no sea sino un tipo de mamífero diferente. Un fragmento de molar representa uno de los pocos restos conocidos de mamíferos multituberculados de Gondwana, y otro mamífero (UA 8699a) ha sido interpretado en un estatus intermedio, o bien como un marsupial o bien como un placentario.

## Jurásico
Ambondro mahabo fue descrito como un mamífero perteneciente al Jurásico Medio (Bathoniense, hace unos 167 millones de años) en el noroeste de Madagascar en 1999. Se le conoce a partir de un único fragmento de mandíbula dotado de tres dientes, probablemente el último premolar y los dos primeros molares. Los molares presentan el patrón tribosfénico típico de los mamíferos modernos; Ambondro es el mamífero más antiguo conocido con dicho patrón. Este carácter llevó sus descubridores a proponer que los antepasados de los mamíferos tribosfénicos surgieron en el sur (Gondwana), en lugar del norte (Laurasia), como se suele asumir. Sin embargo, en el año 2001 el paleontólogo Zhe-Xi Luo y sus colaboradores propusieron la teoría alternativa de que Ambondro formaba parte de un clado con Ausktribosphenos, del Cretácico de Australia y los monotremas que se desarrollaron independientemente de los otros mamíferos (boreosfénidos). Desde entonces, este clado, llamado Australosphenida, ha crecido con especies descubiertas recientemente en Argentina (Asfaltomylos y Henosferus) y Australia (Bishops). Otros paleontólogos han discrepado con esta interpretación y han propuesto modelos diferentes, por ejemplo, en 2001 Denise Sigogneau-Russell y colaboradores sugirieron que, aunque existía una relación entre Ausktribosphenos y los monotremas, Ambondro no tenía esta relación, sino que era más cercano a los boreosfénidos, y en 2003 Michael Woodburne y colaboradores excluyeron a los monotremas de los Australosphenida y clasificaron a los australosfénidos restantes cerca de los placentarios. En los depósitos donde se descubrió a Ambondro han sido encontrados algunos reptiles, pero ningún otro mamífero.

## Cretácico
La cuenca de Mahajanga, al noroeste de Madagascar, ha dado una diversa fauna del Cretácico Superior, incluyendo algunos dinosaurios y crocodiliformes, además de mamíferos, descubiertos por el equipo de David Krause desde 1993. Muchos de estos taxones son similares a fósiles de animales de edad similar provenientes de Sudamérica y la India, antiguas partes de Gondwana. La fauna mamiferoide se compone de varios taxones conocidos únicamente a partir de dientes aislados y un solo esqueleto (relativamente completo), ninguno de los cuales guarda alguna relación aparente con la fauna moderna de Madagascar (véase lista de mamíferos de Madagascar). Los fósiles provienen del Maastrichtiense (Cretácico más reciente) del Miembro Anembalembo de la formación de Maevarano.
El gondwanaterio Lavanify fue descrito en 1997 a partir de dos dientes, uno completo y otro dañado. Los dientes son de corona alta y curvada, uno contiene un surco profundo relleno de cemento y el otro lleva al menos una fosa profunda (infundíbulo). Parece que Lavanify tenía como pariente más cercano al gondwanaterio indio Bharattherium y una relación más distante con los demás gondwanaterios, conocidos de la Argentina. Otros dos dientes que aún están por describir podrían representar diferentes posiciones dentales de otro gondwanaterio. Uno es un fragmento de molariforme (un molar o premolar similar a un molar, la identidad de los dientes de gondwanaterios no está bien comprendida) que es más grande y tiene la corona más baja que los dientes de Lavanify. El otro es completo y no se encuentra desgastado, sin embargo, tiene la corona más baja y la superficie tiene una orientación oblicua. La corona es una cresta en forma de 'W' con las partes separadas por infundíbulos profundos. Este segundo diente también podría representar un grupo de mamíferos completamente diferentes y que aún son desconocidos.
Un molar fragmentario en que se preservan dos cúspides ha sido asignado a un multituberculado. Aunque los multituberculados son comunes en los depósitos casi contemporáneos de Laurasia, este diente representa uno de los pocos especímenes encontrados en Gondwana; también se han encontrado restos fragmentarios de los cuales se discute su filiación con los multituberculados, en Sudamérica (Argentodites), África (Hahnodon) y Australia (Corriebaatar). Otro diente fragmentario, UA 8699, es un molar inferior tribosfénico. En 2001, Krause lo identificó como perteneciente a un marsupial, pero en 2003 un grupo encabezado por Alexander Averianov sugirió que era de un placentario relacionado con los zheléstidos (un grupo primitivo con posibles vínculos con los ungulados). En el Cretácico, tanto los placentarios como los marsupiales son conocidos principalmente de Laurasia.
Además de estos dientes fragmentarios, la formación de Maevarano también ha revelado el esqueleto articulado, casi completo, de un mamífero inmaduro del tamaño de un gato, que aún no ha sido descrito. Es el mamífero más completo conocido del Mesozoico de Gondwana. Aunque tiene el cráneo dañado, su inusual dentición ha quedado conservada. Los incisivos (dos a cada lado en el maxilar superior, uno a ambos lados del inferior) se proyectan hacia adelante y quedan separados de los tres o cuatro dientes molariformes de los maxilares por un gran diastema (vacío). Presenta características primitivas, como por ejemplo huesos epipúbicos (en la pelvis), un septomaxilar (un pequeño hueso situado entre el premaxilar y el maxilar superior), y un arco cigomático (pómulo) profundo. Por otra parte, tiene caracteres derivados como la presencia de una tróclea situada en el extremo distal (más alejado) del húmero, la ausencia de un borde al margen dorsal del acetábulo (la apertura pélvica que recibe la cabeza femoral), un trocánter menor más pequeño en el fémur, un menor contacto entre la fíbula y el calcáneo, y la dentición. En un resumen del 2000, Krause lo identificó como un Theria (miembro de un grupo que incluye los marsupiales, los placentarios y sus parientes extintos más cercanos) derivándose de Vincelestes (del Cretácico Inferior de Argentina), pero en 2006 él y colaboradores no lo clasificaron en ningún grupo mamiferoide de alto rango, sino que afirmaron que "representa un gran clado nuevo de mamíferos no-terios".